# 布拉德利·奈普
布拉德利·奈普（英語：Bradly Knipe，1998年12月11日—），新西兰男子自行车运动员，主攻场地自行车。他曾代表新西兰参加2022年英联邦运动会自行车比赛，获得男子团体追逐赛铜牌。